# Малки Чани
Малки Чани (на руски: Малые Чаны) е голямо сладководно езеро в азиатската част на Русия, Новосибирска област. С площ от 200 km² е 4-тото по големина езеро в Новосибирска област и 63-тото по големина на територията на Русия.
Езерото Малки Чани е разположено на границата между ландшафтно-географските зони – Барабинската лесостеп на север и Кулундинската лесостеп на юг (южната част на Западен Сибир), в безотточната област между реките Об и Иртиш, в югозападната част на Новосибирска област, на 106 m н.в. То има неправилна овална форма, удължена от изток-североизток на запад-югозапад с дължина 21,5 km и ширина 12 km. Котловината на езерото е разчленена от множество оврази с ниски валове между тях, ориентирани в посока североизток-югозапад, изградени от льосови наслаги.
Езерото е възникнало след оттеглянето на последния континентален ледник, преди около 10 – 13 хил. години. Подхранването му е снежно-дъждовно с преобладаване на снежното. Покачването на езерното ниво започва през пролетта и съвпада с пролетното пълноводие. През лятото нивото му пада, тъй като по това време настъпва продължителен лятно-есенен и зимен период на маловодие на подхранващите го реки. Валежите падат основно през студения период на годината. За него са характерни както годишни, така и многогодишни колебания на езерното ниво. В района са наблюдавани фази на многоводие през 30 – 45 години, а фазите на маловодия значително са се съкратили. Площта на езерното огледало е около 200 km², която площ с малко превишава получената от последните сателитни снимки (190 km²), воден обем около 0,27 km3 и дълбочина до 14 m.
Площта на водосборния басейн на езерото Малки Чани е доста голям – 20 100 km2. Основно се подхранва от река Чулим (392 km), вливаща се него от североизток. На северозапад, чрез късия проток Когиурла то се оттича в голямото солено езеро Големи Чани.
Малки Чани замръзва в края на октомври или началото на ноември, а се размразява в края на април или началото на май. Дебелината на ледената покривка достига до 1,2 m. През пролетта (месец май) температурата на повърхността на водата достига до 10 °C, през юли – 24 °C, а през септември се понижава до 14 – 16 °C. Езерото се характеризира с повишена минерализация на водата, съставляваща 600 – 800 мгр/л, а при ниски водни нива става още по-голяма – до 1 гр/л. По химичен състав водите му се отнасят към хидрокарбонатно-хлоридно-сулфатния клас на натриевата група с pH 8,7 – 8,8. Прозрачността на водата е много малка: пролетта – 0,005 – 0,25 m, лятото и есента – 0,1 – 0,12 m.
Богато е на различни видове риба. По брега му са разположени 3 села: Городище (на североизток), Широкая Куря (на изток) и Горносталиха (на юг).

## Топографски карти
- Лист от карта N-44.